# Эндаумент
Энда́умент (целевой капитал некоммерческой организации; англ. endowment) — сформированная за счёт пожертвований часть имущества некоммерческой организации, переданная в доверительное управление управляющей компании для получения дохода, используемого для финансирования уставной деятельности некоммерческих организаций.
В мировой практике в подавляющем большинстве эндаументы создаются навечно. Доход от управления может использоваться только на цели, которые определены при формировании целевого капитала.

## История
Первый целевой капитал был сформирован Платоном на свою академию (это было небольшое имение). Академия имела более чем 900-летнюю историю, и была закрыта в 529 году императором Юстинианом.
Ещё один аналог современных целевых фондов появился в Великобритании, когда в 1502 году леди Маргарет Бофорт, бабушка короля Генриха VIII, внесла пожертвования на создание кафедр богословия в университетах Оксфорда и Кембриджа.
В США самыми известными являются целевые фонды Гарвардского, Йельского, Принстонского и Стэнфордского университетов. Их объём составляет миллиарды долларов (в частности, эндаумент Гарвардского университета по итогам 2012 года составил $32,7 млрд.).
Нобелевский фонд — самый известный международный эндаумент-фонд, созданный в XIX веке. По завещанию Альфреда Нобеля средства, вырученные от продажи его собственности, должны были быть вложены в надёжные ценные бумаги, с процентов от прибыли которых теперь выдаются премии учёным — за выдающиеся достижения в науке, и общественным деятелям — за вклад в достижение и поддержание мира.
Формирование целевых капиталов в России началось в 2007 году после принятия соответствующего федерального закона. Собственником целевого капитала может быть фонд, автономная некоммерческая организация, общественная организация, общественный фонд или религиозная организация. Однако такой собственник целевого капитала ограничен в своих возможностях, поэтому, как правило, в России создается специализированная организация управления целевым капиталом в форме фонда.

## Общие сведения

### Как работает целевой капитал
Благотворители совершают пожертвования в целевой капитал, собственник целевого капитала передаёт средства в доверительное управление управляющей компании, а полученный от доверительного управления доход направляется на финансирование деятельности благополучателя, при этом сам целевой капитал не тратится.

### Преимущества и недостатки
Переданные пожертвования не тратятся в какой-либо проект сразу, а генерируют доход и финансируют проект на протяжении долгого периода времени. Формирование целевого капитала позволяет обеспечить частичную независимость некоммерческих организаций от разовых пожертвований, иных добровольных нерегулярных поступлений, грантов и государственного финансирования за счёт получения гарантированного ежегодного дохода от управления целевым капиталом. Пожертвования в целевой капитал являются наивысшей оценкой доверия донора некоммерческой организации, которую он поддерживает, таким образом, целевой капитал можно создать только в том случае, если общество уверено в том, что эта некоммерческая организация будет придерживаться объявленных принципов и результатов деятельности — на деле, а не на словах.
Недостатком является сложность в привлечении средств, так как благотворители предпочитают совершать пожертвования в короткие проекты, когда результат виден в короткой перспективе.

## Целевой капитал в России

### Основные сведения

#### Регулирование деятельности
В России деятельность по созданию и управлению целевым капиталом в законодательном пространстве регулируется Федеральным законом от 30 декабря 2006 года № 275-ФЗ «О порядке формирования и использования целевого капитала некоммерческих организаций».

#### Целевой капитал и Фонд целевого капитала
В российском законодательстве используется два схожих термина про эндаумент, один из которых «целевой капитал», второй — «фонд (целевого капитала, управления целевым капиталом и т. п.)». Такое разделение позволяет некоммерческим организациям, которые не могут создать целевой капитал внутри организации, создавать их на базе фондов — площадок по управлению целевыми капиталами, без учреждения юридического лица. Ярким примером такой площадки является проект фонда-площадки для школьных эндаументов Игоря Рыбакова и его жены — Legacy Endowment Foundation (ФЦК «Общенациональный фонд поддержки СОНКО»).
Целевой капитал — часть имущества некоммерческой организации, которая формируется и пополняется за счет пожертвований, и (или) за счет имущества, полученного по завещанию, а также за счет неиспользованного дохода от доверительного управления указанным имуществом и передана некоммерческой организацией в доверительное управление управляющей компании в целях получения дохода, используемого для финансирования уставной деятельности такой некоммерческой организации или иных некоммерческих организаций, в порядке, установленном действующим законодательством.
Специализированная организация управления целевым капиталом, созданная в организационно-правовой форме фонда (целевого капитала) - некоммерческая организация (юридическое лицо) — собственник целевого капитала, которая создана исключительно для формирования целевого капитала, использования, распределения дохода от целевого капитала в пользу иных получателей дохода от целевого капитала в порядке, установленном действующим законодательством.
Формирование целевого капитала
Целевой капитал может быть сформирован внутри некоммерческой организации, если они созданы в организационно-правовой форме: фонда, автономной некоммерческой организации, общественной организации, общественного фонда или религиозной организации. Остальные НКО могут создать целевой капитал только в специализированной организации — фонде целевого капитала.
Целевой капитал считается сформированным, если его размер составляет 3 млн рублей. Срок формирования целевого капитала — 1 год, при этом, если в течение 1 года удалось собрать более 1,5 млн рублей, но менее 3 млн рублей, то период его формирования может быть продлен некоммерческой организацией.
Некоммерческая организация вправе объявить о публичном сборе денежных средств на формирование целевого капитала или на пополнение сформированного целевого капитала, разместив аналог договора-оферты — стандартную форму договора пожертвования.

#### Учредители фонда целевого капитала
Учредителем специализированной организации управления целевым капиталом (фонда целевого капитала) могут выступать полностью дееспособные граждане и (или) юридические лица. Действующим законодательством не предусмотрена обязанность НКО-благополучателя быть учредителем фонда целевого капитала.

#### Роль управляющей компании
Управление активами фондов целевого капитала осуществляет управляющая компания — акционерное общество, либо общество с ограниченной (дополнительной) ответственностью, созданное в соответствии с законодательством Российской Федерации и имеющие соответствующие лицензии.
В целом, именно от управляющих компаний зависит эффективность инвестиционной деятельности фонда целевого капитала, в частности полученный объём прибыли от доверительного управления целевым капиталом. В свою очередь, фонд целевого капитала как заказчик услуг непосредственно согласует инвестиционную стратегию размещения активов.

### Дореволюционная история
Со второй половины XIX века в России получили широкое распространение эндаументы, почти за каждым училищем, больницей, сиротским приютом, музеем, исследовательской премией или студенческой стипендией стояли люди, совершившие пожертвование или оставившие завещание в форме целевого капитала, однако данный вопрос мало исследован. Национальной ассоциацией эндаументов в 2020 г. объявлена премия "Вечный вклад" за исследования в данной области. В рамках премии были исследованы дореволюционные капиталы Лазаревского института восточных языков, Томского императорского университета, Общества Леденцова, благотворительных организаций Москвы, Вологодской, Ивановской, Нижегородской, Саратовской, Тверской и Тульской областей, Восточной Сибири.

### Современная история и состояние отрасли
Первый в России эндаумент-фонд был создан для поддержки Московской школы управления «Сколково» (дата регистрации — 29 марта 2007 года).
Фонды целевого капитала создаются и для поддержки НКО социальной направленности. Например в 2007 году создан фонд целевого капитала для помощи хосписам. В 2011 году создан целевой капитал для поддержки деятельности частной школы им. А. М. Горчакова, близ Санкт-Петербурга. В 2014 году в Пензе зарегистрирован фонд «Капитал местного сообщества» для финансирования социальных и культурных проектов НКО Пензенской области.

#### Официальные данные
По данным Национальной ассоциации эндаументов по состоянию на 31 декабря 2023 г. на территории РФ зарегистрировано 282 фонда целевого капитала — отдельных юридических лиц. В фондах аккумулировано 141,16 млрд рублей. При этом большая часть этой суммы (87,1 млрд. руб.) приходится на эндаумент Благотворительного фонда Владимира Потанина.
Большинство фондов в РФ — это маленькие фонды, объемом 3-10 млн рублей. Крупные, по российским меркам, фонды — более 500 млн рублей — меньшинство в российских реалиях. Сферы деятельности фондов достаточно разнообразны. Исторически большинство фондов в РФ относят к целевым капиталам университетов (97 из 188). Далее — это сфера, поддерживающая благотворительность (25 фондов), культуру (14), социальная сфера (13), образование, за исключением высшего (12) и музеи (10).
Среди крупнейших университетских эндаументов в России — Фонды Сколтеха, ЕУСПб, МГИМО, СПбГУ, НИУ ВШЭ, РАНХиГС (ФОРСЭНО), ВШМ СПбГУ, СВФУ, МФТИ, ДВФУ — с активами от 4,7 млрд рублей у Фонда Сколтеха до 558 млн рублей у Фонда ДВФУ. Значимые фонды в области культуры и спорта — эндаументы Российского фонда культуры (2,2 млрд.), Истоки (1 млрд.), Фонд ветеранов фехтования (929 млн.), Эрмитажа (532 млн.).
По данным Национального рейтингового агентства, в середине 2019 года в управлении 16 УК находилось 173 эндаумента. Общая сумма средств в управлении составила 25,6 млрд руб. Большая часть средств (71%) находится под управлением «ВТБ Капитал Управление инвестициями» (7,99 миллиарда рублей), ЗАО «Газпромбанк — Управление активами» (5,87 миллиарда рублей) и ООО УК «Альфа-Капитал» (4,39 миллиарда рублей). Суммы, находящиеся под управлением ближайших преследователей тройки лидеров значительно скромнее: «Сбербанк Управление Активами» (в объёме 3,408 миллиарда рублей), группа УК «Открытие» (1,405 миллиарда рублей), «ТКБ Инвестмент Партнерс» (1,141 миллиарда рублей), а также группа «КапиталЪ управление активами» (712,75 миллиона рублей), «Ронин Траст» (424,63 миллиона рублей), УК «Уралсиб» (186 миллионов рублей).
На конец 2023 года, согласно данным рэнкинга Национальной ассоциации эндаументов (НАЭ), в десятку крупнейших управляющих компаний вошли следующие структуры:
| №   | Название                           | Активы под управлением | Количество эндаументов |
| --- | ---------------------------------- | ---------------------- | ---------------------- |
| 1.  | ТКБ Инвестмент Партнерс (АО)       | 24 682 000 000         | 39                     |
| 2.  | ЗАО УК «РВМ Капитал»               | 15 813 000 000         | 2                      |
| 3.  | ТрастЮнион                         | 15 539 000 000         | 1                      |
| 4.  | АО ВИМ Инвестиции                  | 15 408 000 000         | 60                     |
| 5.  | ОАО "РОНИН Траст"                  | 15 065 000 000         | 4                      |
| 6.  | АО "Управляющая компания ТРИНФИКО" | 14 640 000 000         | 5                      |
| 7.  | АО УК "Первая"                     | 13 060 000 000         | 23                     |
| 8.  | АО "ААА Управление Капиталом"      | 12 453 000 000         | 75                     |
| 9.  | ООО УК "РБ КАПИТАЛ"                | 7 393 000 000          | 2                      |
| 10. | УК Альфа-Капитал                   | 5 864 000 000          | 14                     |